# Taça de Prata 1983
Der Taça de Prata 1983 war die sechste Spielzeit der zweiten Fußball-Liga Brasiliens.

## Saisonverlauf
Der Wettbewerb startete am 23. Januar 1983 in seine neue Saison und endete am 4. Mai 1983. Die Meisterschaft wurde vom nationalen Verband CBF ausgerichtet.
Am Ende der Saison konnte der CA Juventus die Meisterschaft feiern. Die Sieger der Gruppenspiele der zweiten Runde qualifizierten sich für die zweite Runde der ersten Liga 1983. Die vier Zweitplatzierten der zweiten Runde qualifizierten sich für die Achtelfinals. In diesem stießen die Klubs zwölf Klubs hinzu, welcher in der ersten Runde der ersten Liga ausgeschieden waren. Die beiden Finalisten qualifizierten sich für erste Liga 1984. Sie verloren ihre Plätze aber zugunsten des CR Vasco da Gama und Grêmio FBPA, die sich aufgrund Ergebnisse bei der Staatsmeisterschaft 1983 nicht für die Meisterschaft 1984 qualifiziert hätten.
Der Wettbewerb wurde in zwei Gruppenphasen und einer Ko-Runde ab dem Achtelfinale und einem Finale ausgetragen.

## Teilnehmer
Es nahmen 48 Mannschaften am Wettbewerb teil. Dieses waren 36 Qualifikanten aus den Staatsmeisterschaften sowie den zwölf Klubs aus der Taça de Ouro 1983.

### Teilnehmer Staatsmeisterschaften
Die 36 Teilnehmer der Staatsmeisterschaften waren:
| Bundesstaat         | Klub                         | Ergebnis                         |
| ------------------- | ---------------------------- | -------------------------------- |
| Alagoas             | Clube de Regatas Brasil      | 1. Runde                         |
| Amazonas            | Nacional FC (AM)             | 1. Runde                         |
| Bahia               | Fluminense de Feira FC       | 1. Runde                         |
| Bahia               | EC Vitória                   | 1. Runde                         |
| Brasília            | CR Guará                     | 1. Runde                         |
| Ceará               | Ceará SC                     | 1. Runde                         |
| Ceará               | Guarany SC                   | Achtelfinale                     |
| Espírito Santo      | Guarapari EC                 | 1. Runde                         |
| Goiás               | Atlético Goianiense          | 1. Runde                         |
| Goiás               | Itumbiara EC                 | Achtelfinale                     |
| Maranhão            | Maranhão AC                  | 2. Runde                         |
| Mato Grosso         | CE Operário Várzea-Grandense | 1. Runde                         |
| Mato Grosso do Sul  | Operário FC (MS)             | 1. Runde                         |
| Minas Gerais        | América Mineiro              | 1. Runde                         |
| Minas Gerais        | Uberaba SC                   | Qualifizierung Taça de Ouro 1983 |
| Pará                | Clube do Remo                | 1. Runde                         |
| Paraíba             | Campinense Clube             | 1. Runde                         |
| Paraná              | Coritiba FC                  | 1. Runde                         |
| Paraná              | Grêmio Maringá               | 1. Runde                         |
| Paraná              | Londrina EC                  | Viertelfinale                    |
| Pernambuco          | Central SC                   | Viertelfinale                    |
| Pernambuco          | Santa Cruz FC                | 2. Runde                         |
| Piauí               | Ríver AC                     | 1. Runde                         |
| Rio de Janeiro      | Americano FC (RJ)            | Qualifizierung Taça de Ouro 1983 |
| Rio de Janeiro      | Bangu AC                     | 2. Runde                         |
| Rio de Janeiro      | Bonsucesso FC                | 1. Runde                         |
| Rio de Janeiro      | Volta Redonda FC             | 1. Runde                         |
| Rio Grande do Norte | Alecrim FC                   | 1. Runde                         |
| Rio Grande do Sul   | CE Bento Gonçalves           | 1. Runde                         |
| Rio Grande do Sul   | EC Novo Hamburgo             | 1. Runde                         |
| Santa Catarina      | Criciúma EC                  | 1. Runde                         |
| São Paulo           | Botafogo FC (SP)             | Qualifizierung Taça de Ouro 1983 |
| São Paulo           | Guarani FC                   | Qualifizierung Taça de Ouro 1983 |
| São Paulo           | Portuguesa                   | 2. Runde                         |
| São Paulo           | EC São Bento                 | 1. Runde                         |
| Sergipe             | AO Itabaiana                 | 1. Runde                         |

## Modus
Punktevergabe
- 1. Anzahl von Siegen
- 2. Größere Anzahl von Punkten
- 3. Bessere Tordifferenz
- 4. Anzahl von Tore
- 5. Anzahl Gegentore
- 6. Direkter Vergleich

## 1. Runde
In der ersten Runde wurden die 36 Teilnehmer aus den Staatsmeisterschaften in sechs Gruppen zu je sechs Klubs aufgeteilt. Alle Teilnehmer spielten in ihren Gruppen einmal gegen alle Teilnehmer einer Gruppe. Die Gruppensieger und -zweiten zogen in die Zweite ein.

### Gruppe A
| Pl. | Verein           | Sp. | S | U | N | Tore    | Diff. | Punkte |
| --- | ---------------- | --- | - | - | - | ------- | ----- | ------ |
| 1.  | Maranhão AC      | 5   | 3 | 2 | 0 | 007:300 | +4    | 08     |
| 2.  | Guarany SC       | 5   | 3 | 1 | 1 | 009:500 | +4    | 07     |
| 3.  | Nacional FC (AM) | 5   | 2 | 1 | 2 | 005:700 | −2    | 05     |
| 4.  | Ríver AC         | 5   | 1 | 3 | 1 | 007:700 | ±0    | 05     |
| 5.  | Ceará SC         | 5   | 0 | 3 | 2 | 002:500 | −3    | 03     |
| 6.  | Clube do Remo    | 5   | 0 | 2 | 3 | 002:500 | −3    | 02     |

### Gruppe B
| Pl. | Verein                  | Sp. | S | U | N | Tore    | Diff. | Punkte |
| --- | ----------------------- | --- | - | - | - | ------- | ----- | ------ |
| 1.  | Santa Cruz FC           | 5   | 4 | 1 | 0 | 010:000 | +10   | 09     |
| 2.  | Central SC              | 5   | 3 | 0 | 2 | 009:300 | +6    | 06     |
| 3.  | Campinense Clube        | 5   | 2 | 2 | 1 | 006:500 | +1    | 06     |
| 4.  | AO Itabaiana            | 5   | 1 | 2 | 2 | 002:600 | −4    | 04     |
| 5.  | Alecrim FC              | 5   | 1 | 2 | 2 | 005:110 | −6    | 04     |
| 6.  | Clube de Regatas Brasil | 5   | 0 | 1 | 4 | 000:700 | −7    | 01     |

### Gruppe C
| Pl. | Verein                 | Sp. | S | U | N | Tore    | Diff. | Punkte |
| --- | ---------------------- | --- | - | - | - | ------- | ----- | ------ |
| 1.  | Bangu AC               | 5   | 3 | 2 | 0 | 011:100 | +10   | 08     |
| 2.  | Americano FC (RJ)      | 5   | 3 | 0 | 2 | 007:500 | +2    | 06     |
| 3.  | CR Guará               | 5   | 2 | 1 | 2 | 004:500 | −1    | 05     |
| 4.  | EC Vitória             | 5   | 2 | 0 | 3 | 006:900 | −3    | 04     |
| 5.  | Guarapari EC           | 5   | 2 | 0 | 3 | 006:110 | −5    | 04     |
| 6.  | Fluminense de Feira FC | 5   | 1 | 1 | 3 | 004:700 | −3    | 03     |

### Gruppe D
Die Partie zwischen dem Coritiba FC und dem CE Operário Várzea-Grandense am letzten Gruppenspieltag wurde nicht ausgetragen, da beide Klubs keine Möglichkeit der Qualifikation zur zweiten Runde mehr hatten.
| Pl. | Verein                       | Sp. | S | U | N | Tore    | Diff. | Punkte |
| --- | ---------------------------- | --- | - | - | - | ------- | ----- | ------ |
| 1.  | Botafogo FC (SP)             | 5   | 3 | 2 | 0 | 010:500 | +5    | 08     |
| 2.  | Itumbiara EC                 | 5   | 3 | 1 | 1 | 008:600 | +2    | 07     |
| 3.  | Atlético Goianiense          | 5   | 2 | 1 | 2 | 009:800 | +1    | 05     |
| 4.  | Coritiba FC                  | 4   | 1 | 2 | 1 | 005:700 | −2    | 04     |
| 5.  | Grêmio Maringá               | 5   | 1 | 0 | 4 | 003:140 | −11   | 02     |
| 6.  | CE Operário Várzea-Grandense | 4   | 0 | 1 | 3 | 002:600 | −4    | 01     |

### Gruppe E
| Pl. | Verein           | Sp. | S | U | N | Tore    | Diff. | Punkte |
| --- | ---------------- | --- | - | - | - | ------- | ----- | ------ |
| 1.  | Guarani FC       | 5   | 3 | 2 | 0 | 011:500 | +6    | 08     |
| 2.  | Uberaba SC       | 5   | 3 | 1 | 1 | 008:400 | +4    | 07     |
| 3.  | Operário FC (MS) | 5   | 2 | 2 | 1 | 012:500 | +7    | 06     |
| 4.  | Bonsucesso FC    | 5   | 1 | 1 | 3 | 008:120 | −4    | 03     |
| 5.  | Volta Redonda FC | 5   | 1 | 1 | 3 | 007:110 | −4    | 03     |
| 6.  | América Mineiro  | 5   | 1 | 1 | 3 | 003:120 | −9    | 03     |

### Gruppe F
| Pl. | Verein             | Sp. | S | U | N | Tore    | Diff. | Punkte |
| --- | ------------------ | --- | - | - | - | ------- | ----- | ------ |
| 1.  | Portuguesa         | 5   | 3 | 2 | 0 | 006:100 | +5    | 08     |
| 2.  | Londrina EC        | 5   | 2 | 3 | 0 | 006:100 | +5    | 07     |
| 3.  | CE Bento Gonçalves | 5   | 2 | 2 | 1 | 005:300 | +2    | 06     |
| 4.  | EC São Bento       | 5   | 1 | 2 | 2 | 005:700 | −2    | 04     |
| 5.  | EC Novo Hamburgo   | 5   | 0 | 4 | 1 | 005:800 | −3    | 04     |
| 6.  | Criciúma EC        | 5   | 0 | 1 | 4 | 002:900 | −7    | 01     |

## Runde 2
Hier trafen die 12 qualifizierten Klubs der ersten Runde in vier Gruppen zu je dritt aufeinander. In den Gruppen traten alle Klubs einmal gegeneinander an. Die beste Mannschaft jeder Gruppe qualifizierte sich für die zweite Runde der erste Liga 1983. Die Gruppenzweiten zogen ins Achtelfinale ein.

### Gruppe G
| Pl. | Verein      | Sp. | S | U | N | Tore    | Diff. | Punkte |
| --- | ----------- | --- | - | - | - | ------- | ----- | ------ |
| 1.  | Guarani FC  | 2   | 1 | 1 | 0 | 005:100 | +4    | 03     |
| 2.  | Central SC  | 2   | 1 | 1 | 0 | 003:000 | +3    | 03     |
| 3.  | Maranhão AC | 2   | 0 | 0 | 2 | 001:800 | −7    | 0      |

### Gruppe H
| Pl. | Verein        | Sp. | S | U | N | Tore    | Diff. | Punkte |
| --- | ------------- | --- | - | - | - | ------- | ----- | ------ |
| 1.  | Uberaba SC    | 2   | 1 | 0 | 1 | 008:600 | +2    | 02     |
| 2.  | Guarany SC    | 2   | 1 | 0 | 1 | 007:600 | +1    | 02     |
| 3.  | Santa Cruz FC | 2   | 1 | 0 | 1 | 003:600 | −3    | 02     |

### Gruppe I
| Pl. | Verein            | Sp. | S | U | N | Tore    | Diff. | Punkte |
| --- | ----------------- | --- | - | - | - | ------- | ----- | ------ |
| 1.  | Americano FC (RJ) | 2   | 1 | 1 | 0 | 003:100 | +2    | 03     |
| 2.  | Itumbiara EC      | 2   | 1 | 0 | 1 | 003:400 | −1    | 02     |
| 3.  | Portuguesa        | 2   | 0 | 1 | 1 | 003:400 | −1    | 01     |

### Gruppe J
| Pl. | Verein           | Sp. | S | U | N | Tore    | Diff. | Punkte |
| --- | ---------------- | --- | - | - | - | ------- | ----- | ------ |
| 1.  | Botafogo FC (SP) | 2   | 1 | 1 | 0 | 004:100 | +3    | 03     |
| 2.  | Londrina EC      | 2   | 1 | 0 | 1 | 001:300 | −2    | 02     |
| 3.  | Bangu AC         | 2   | 0 | 1 | 1 | 001:200 | −1    | 01     |

## Achtelfinale

### Teilnehmer aus der Taça de Ouro
Die in der ersten Runde des Taça de Ouro 1983 ausgeschiedenen und dadurch für das Achtelfinale dieses Wettbewerbs qualifizierten Klubs waren:
| Bundesstaat    | Klub                  | Ergebnis      |
| -------------- | --------------------- | ------------- |
| Alagoas        | CS Alagoano           | Vizemeister   |
| Bahia          | Galícia EC            | Viertelfinale |
| Brasília       | Brasília FC           | Halbfinale    |
| Ceará          | Ferroviário AC (CE)   | Achtelfinale  |
| Ceará          | Fortaleza EC          | Achtelfinale  |
| Espírito Santo | Rio Branco AC         | Achtelfinale  |
| Maranhão       | Moto Club de São Luís | Achtelfinale  |
| Mato Grosso    | Mixto EC              | Viertelfinale |
| Pará           | Paysandu SC           | Achtelfinale  |
| Paraíba        | FC Treze              | Achtelfinale  |
| São Paulo      | CA Juventus           | Meister       |
| Santa Catarina | Joinville EC          | Halbfinale    |

### Ergebnisse Achtelfinale
| Datum       |                       | Gesamt |              | Hinspiel | Rückspiel |
| ----------- | --------------------- | ------ | ------------ | -------- | --------- |
| 13.3./20.3. | Ferroviário AC (CE)   | 2:3    | Londrina EC  | 1:0      | 1:3       |
| 13.3./20.3. | Moto Club de São Luís | 2:7    | Joinville EC | 0:3      | 2:4       |
| 13.3./20.3. | CS Alagoano           | 4:1    | Guarany SC   | 4:1      | 0:0       |
| 13.3./20.3. | CA Juventus           | 4:2    | Itumbiara EC | 3:1      | 1:1       |
| 13.3./20.3. | Paysandu SC           | 3:4    | Central SC   | 2:2      | 1:2       |
| 13.3./20.3. | FC Treze              | 3:5    | Brasília FC  | 3:2      | 0:3       |
| 13.3./20.3. | Galícia EC            | 5:3    | Fortaleza EC | 5:2      | 0:1       |
| 13.3./20.3. | Rio Branco AC         | 2:3    | Mixto EC     | 1:1      | 1:2       |

## Viertelfinale
| Datum      |             | Gesamt |              | Hinspiel | Rückspiel |
| ---------- | ----------- | ------ | ------------ | -------- | --------- |
| 27.3./2.4. | Galícia EC  | 3:5    | CA Juventus  | 2:3      | 1:2       |
| 27.3./3.4. | Londrina EC | 0:2    | Joinville EC | 0:1      | 0:1       |
| 27.3./3.4. | Mixto EC    | 2:7    | CS Alagoano  | 1:3      | 1:4       |
| 27.3./3.4. | Brasília FC | 2:1    | Central SC   | 1:0      | 1:1       |

## Halbfinale
| Datum       |              | Gesamt |             | Hinspiel | Rückspiel |
| ----------- | ------------ | ------ | ----------- | -------- | --------- |
| 10.4./17.4. | Brasília FC  | 1:1    | CS Alagoano | 0:0      | 1:1       |
| 10.4./17.4. | Joinville EC | 1:2    | CA Juventus | 0:0      | 1:2       |

Aufgrund des besseren Ergebnisses in der vierten Runde zog der CS Alagoano ins Finale ein.

## Finale
Die Teilnehmer am Finale waren für die ersten Liga 1984 qualifiziert. Die Teilnahmeregeln für die Meisterschaft 1984 wurden jedoch geändert. Juventus und CSA verloren ihre Plätze zugunsten des CR Vasco da Gama und Grêmio FBPA, die sich aufgrund Ergebnisse bei der Staatsmeisterschaft 1983 nicht für die Meisterschaft 1984 qualifiziert hätten.

### Hinspiel
| CS Alagoano                                 | CS Alagoano | CA Juventus | CA Juventus |
| ------------------------------------------- | --- | --- | ----------- |
| CS Alagoano                                 | \| 24. April 1983 in Maceió (Estádio Rei Pelé) \| \| Ergebnis: 3:1 (1:0) \| \| Zuschauer: 14.765 \| \| Schiedsrichter: Carlos Sérgio Rosa \|      | \| 24. April 1983 in Maceió (Estádio Rei Pelé) \| \| Ergebnis: 3:1 (1:0) \| \| Zuschauer: 14.765 \| \| Schiedsrichter: Carlos Sérgio Rosa \|               | CA Juventus |
| CS Alagoano                                 | Adeildo – Humberto, Café, Dequinha, Zezinho – Ademir, Rômel (Josenílton) , Jorge Siri – Américo, Zé Carlos (Veiga) , Jacozinho Cheftrainer: China | Carlos – Nelson, Nelsinho Baptista, Nenê, Bizi – Paulo Martins, Gatãozinho (Gérson Andreotti) , César – Sidnei, Bira (Ilo) , Trajano Cheftrainer: Candinho | CA Juventus |
| CS Alagoano                                 | 1:0 Romel (41.) 2:0 Zé Carlos (63.) 3:0 Josenílton (76.)                                                                                          | 3:1 Ilo (86.) | CA Juventus |
| 24. April 1983 in Maceió (Estádio Rei Pelé) | | |             |
| Ergebnis: 3:1 (1:0)                         | | |             |
| Zuschauer: 14.765                           | | |             |
| Schiedsrichter: Carlos Sérgio Rosa          | | |             |

### Rückspiel
| CA Juventus                                        | CA Juventus | CS Alagoano | CS Alagoano |
| -------------------------------------------------- | --- | --- | ----------- |
| CA Juventus                                        | \| 1. Mai 1983 in São Paulo (Estádio Alfredo Schürig) \| \| Ergebnis: 3:0 (1:0) \| \| Zuschauer: 2.467 \| \| Schiedsrichter: Arnaldo Cézar Coelho \| | \| 1. Mai 1983 in São Paulo (Estádio Alfredo Schürig) \| \| Ergebnis: 3:0 (1:0) \| \| Zuschauer: 2.467 \| \| Schiedsrichter: Arnaldo Cézar Coelho \| | CS Alagoano |
| CA Juventus                                        | Carlos – Nelson, Deodoro, Nelsinho Baptista, Cardoso (Nenê) - Paulo Martins, César, Gatãozinho – Sidnei, Ilo (Bira) , Trajano Cheftrainer: Candinho  | Adeildo – Humberto, Café, Dequinha, Zezinho – Ademir, Jorginho, Rômel (Josenílton) – Américo, Zé Carlos, Jacozinho Cheftrainer: China                | CS Alagoano |
| CA Juventus                                        | 1:0 Gatãozinho (7.) 2:0 Bira (78.) 3:0 Trajano (82.)                                                                                                 | | CS Alagoano |
| 1. Mai 1983 in São Paulo (Estádio Alfredo Schürig) | | |             |
| Ergebnis: 3:0 (1:0)                                | | |             |
| Zuschauer: 2.467                                   | | |             |
| Schiedsrichter: Arnaldo Cézar Coelho               | | |             |

### Entscheidungsspiel
| CA Juventus                                        | CA Juventus | CS Alagoano | CS Alagoano |
| -------------------------------------------------- | --- | --- | ----------- |
| CA Juventus                                        | \| 4. Mai 1983 in São Paulo (Estádio Alfredo Schürig) \| \| Ergebnis: 1:0 (0:0) \| \| Zuschauer: 3.205 \| \| Schiedsrichter: Luís Carlos Félix \|        | \| 4. Mai 1983 in São Paulo (Estádio Alfredo Schürig) \| \| Ergebnis: 1:0 (0:0) \| \| Zuschauer: 3.205 \| \| Schiedsrichter: Luís Carlos Félix \| | CS Alagoano |
| CA Juventus                                        | Carlos - Nelson, Deodoro, Nelsinho Baptista, Bizi - Paulo Martins, César, Gatãozinho - Sidnei, Ilo (Bira) 68., Cândido (Mário) 83. Cheftrainer: Candinho | Adeildo - Humberto, Café, Dequinha, Cícero (Veiga) 27. - Ademir, Jorginho, Rômel - Américo, Josenílton, Jacozinho Cheftrainer: China              | CS Alagoano |
| CA Juventus                                        | 1:0 Paulo Martins (71.) | | CS Alagoano |
| CA Juventus                                        | Paulo Martins, César | Café, Dequinha, Ademir, Jorginho | CS Alagoano |
| 4. Mai 1983 in São Paulo (Estádio Alfredo Schürig) | | |             |
| Ergebnis: 1:0 (0:0)                                | | |             |
| Zuschauer: 3.205                                   | | |             |
| Schiedsrichter: Luís Carlos Félix                  | | |             |

## Beste Torschützen
| Rang | Spieler   | Klub             | Tore |
| ---- | --------- | ---------------- | ---- |
| 1    | Líma      | Operário FC (MS) | 9    |
| 2    | Evilásio  | Central SC       | 7    |
|      | Ilo       | CA Juventus      | 7    |
|      | Rômel     | CS Alagoano      | 7    |
|      | Zé Carlos | Joinville EC     | 7    |

## Abschlusstabelle
Die Tabelle diente lediglich zur Feststellung der Platzierung der einzelnen Mannschaften in der Saison. Sie wurde zeitweise vom Verband auch zur Ermittlung einer ewigen Rangliste herangezogen. Sie setzt sich zusammen aus allen ausgetragenen Spielen. In der Sortierung hat das Erreichen der jeweiligen Finalphase Vorrang vor den erzielten Punkten.
| Pl. | Verein                       | Sp. | S | U | N | Tore    | Diff. | Punkte |
| --- | ---------------------------- | --- | - | - | - | ------- | ----- | ------ |
| 1.  | CA Juventus                  | 9   | 6 | 2 | 1 | 018:700 | +11   | 14     |
| 2.  | CS Alagoano                  | 9   | 4 | 3 | 2 | 013:110 | +2    | 11     |
| 3.  | Joinville EC                 | 6   | 4 | 1 | 1 | 010:400 | +6    | 09     |
| 4.  | Brasília FC                  | 6   | 2 | 3 | 1 | 008:500 | +3    | 07     |
| 5.  | Central SC                   | 11  | 5 | 3 | 3 | 017:800 | +9    | 13     |
| 6.  | Londrina EC                  | 11  | 4 | 3 | 4 | 010:800 | +2    | 11     |
| 7.  | Mixto EC                     | 4   | 1 | 1 | 2 | 005:900 | −4    | 03     |
| 8.  | Galícia EC                   | 4   | 1 | 0 | 3 | 008:800 | ±0    | 02     |
| 9.  | Guarany SC                   | 9   | 4 | 2 | 3 | 017:150 | +2    | 10     |
| 10. | Itumbiara EC                 | 9   | 4 | 2 | 3 | 013:140 | −1    | 10     |
| 11. | Ferroviário AC (CE)          | 2   | 1 | 0 | 1 | 002:300 | −1    | 02     |
| 12. | Fortaleza EC                 | 2   | 1 | 0 | 1 | 003:500 | −2    | 02     |
| 13. | FC Treze                     | 2   | 1 | 0 | 1 | 003:500 | −2    | 02     |
| 14. | Paysandu SC                  | 2   | 0 | 1 | 1 | 003:400 | −1    | 01     |
| 15. | Rio Branco AC                | 2   | 0 | 1 | 1 | 002:300 | −1    | 01     |
| 16. | Moto Club de São Luís        | 2   | 0 | 0 | 2 | 002:700 | −5    | 0      |
| 17. | Guarani FC                   | 7   | 4 | 3 | 0 | 016:600 | +10   | 11     |
| 18. | Botafogo FC (SP)             | 7   | 4 | 3 | 0 | 014:600 | +8    | 11     |
| 19. | Santa Cruz FC                | 7   | 5 | 1 | 1 | 013:600 | +7    | 11     |
| 20. | Bangu AC                     | 7   | 3 | 3 | 1 | 012:300 | +9    | 09     |
| 21. | Uberaba SC                   | 7   | 4 | 1 | 2 | 016:100 | +6    | 09     |
| 22. | Portuguesa                   | 7   | 3 | 3 | 1 | 009:500 | +4    | 09     |
| 23. | Americano FC (RJ)            | 7   | 4 | 1 | 2 | 010:600 | +4    | 09     |
| 24. | Maranhão AC                  | 7   | 3 | 2 | 2 | 008:110 | −3    | 08     |
| 25. | Operário FC (MS)             | 5   | 2 | 2 | 1 | 012:500 | +7    | 06     |
| 26. | CE Bento Gonçalves           | 5   | 2 | 2 | 1 | 005:300 | +2    | 06     |
| 27. | Campinense Clube             | 5   | 2 | 2 | 1 | 006:500 | +1    | 06     |
| 28. | Atlético Goianiense          | 5   | 2 | 1 | 2 | 009:800 | +1    | 05     |
| 29. | Ríver AC                     | 5   | 1 | 3 | 1 | 007:700 | ±0    | 05     |
| 30. | CR Guará                     | 5   | 2 | 1 | 2 | 004:500 | −1    | 05     |
| 31. | Nacional FC (AM)             | 5   | 2 | 1 | 2 | 005:700 | −2    | 05     |
| 32. | Ceará SC                     | 5   | 0 | 3 | 2 | 002:500 | −3    | 03     |
| 33. | Clube do Remo                | 5   | 0 | 2 | 3 | 002:500 | −3    | 02     |
| 34. | Coritiba FC                  | 4   | 1 | 2 | 1 | 005:700 | −2    | 04     |
| 35. | EC São Bento                 | 5   | 1 | 2 | 2 | 005:700 | −2    | 04     |
| 36. | EC Vitória                   | 5   | 2 | 0 | 3 | 006:900 | −3    | 04     |
| 37. | EC Novo Hamburgo             | 5   | 0 | 4 | 1 | 005:800 | −3    | 04     |
| 38. | AO Itabaiana                 | 5   | 1 | 2 | 2 | 002:600 | −4    | 04     |
| 39. | Guarapari EC                 | 5   | 2 | 0 | 3 | 006:110 | −5    | 04     |
| 40. | Alecrim FC                   | 5   | 1 | 2 | 2 | 005:110 | −6    | 04     |
| 41. | Grêmio Maringá               | 5   | 1 | 0 | 4 | 003:140 | −11   | 02     |
| 42. | Fluminense de Feira FC       | 5   | 1 | 1 | 3 | 004:700 | −3    | 03     |
| 43. | Bonsucesso FC                | 5   | 1 | 1 | 3 | 008:120 | −4    | 03     |
| 44. | Volta Redonda FC             | 5   | 1 | 1 | 3 | 007:110 | −4    | 03     |
| 45. | América Mineiro              | 5   | 1 | 1 | 3 | 003:120 | −9    | 03     |
| 46. | CE Operário Várzea-Grandense | 4   | 0 | 1 | 3 | 002:600 | −4    | 01     |
| 47. | Criciúma EC                  | 5   | 0 | 1 | 4 | 002:900 | −7    | 01     |
| 48. | Clube de Regatas Brasil      | 5   | 0 | 1 | 4 | 000:700 | −7    | 01     |